# شاتیشم
شاتیشم (به انگلیسی: Shottisham) یک روستا و محله مدنی در بریتانیا است که در Suffolk Coastal واقع شده‌است. شاتیشم ۱۹۷ نفر جمعیت دارد.